# Varronia curassavica
Varronia curassavica är en strävbladig växtart som beskrevs av Nikolaus Joseph von Jacquin. Varronia curassavica ingår i släktet Varronia och familjen strävbladiga växter. Inga underarter finns listade i Catalogue of Life.